# Mrówka pniakowa
Mrówka pniakowa (Formica truncorum) – gatunek mrówki z podrodziny Formicinae. 
Gatunek południowopalearktyczny. W Polsce gatunek ten objęty jest częściową ochroną gatunkową.
Na gniazdo wybiera martwe pnie ściętych lub ułamanych drzew. Występuje w lasach iglastych lub mieszanych. Nie buduje dużych kopców tak jak pozostałe mrówki z grupy rudych leśnych mrówek. W gnieździe znajduje się kilkadziesiąt tysięcy robotnic oraz kilka królowych. Nowe gniazda powstają przez podział istniejącego lub czasowe pasożytnictwo na innym gatunku.
Ubarwienie czerwonobrunatne, odwłok ciemny. Widoczne małe włoski na całym ciele. Robotnice mają wielkość od 4 (kasta zbieraczek) do 7 mm (kasta pozostająca w gnieździe), natomiast królowa około 8–9 mm. 
Loty godowe odbywa się w lipcu i sierpniu.

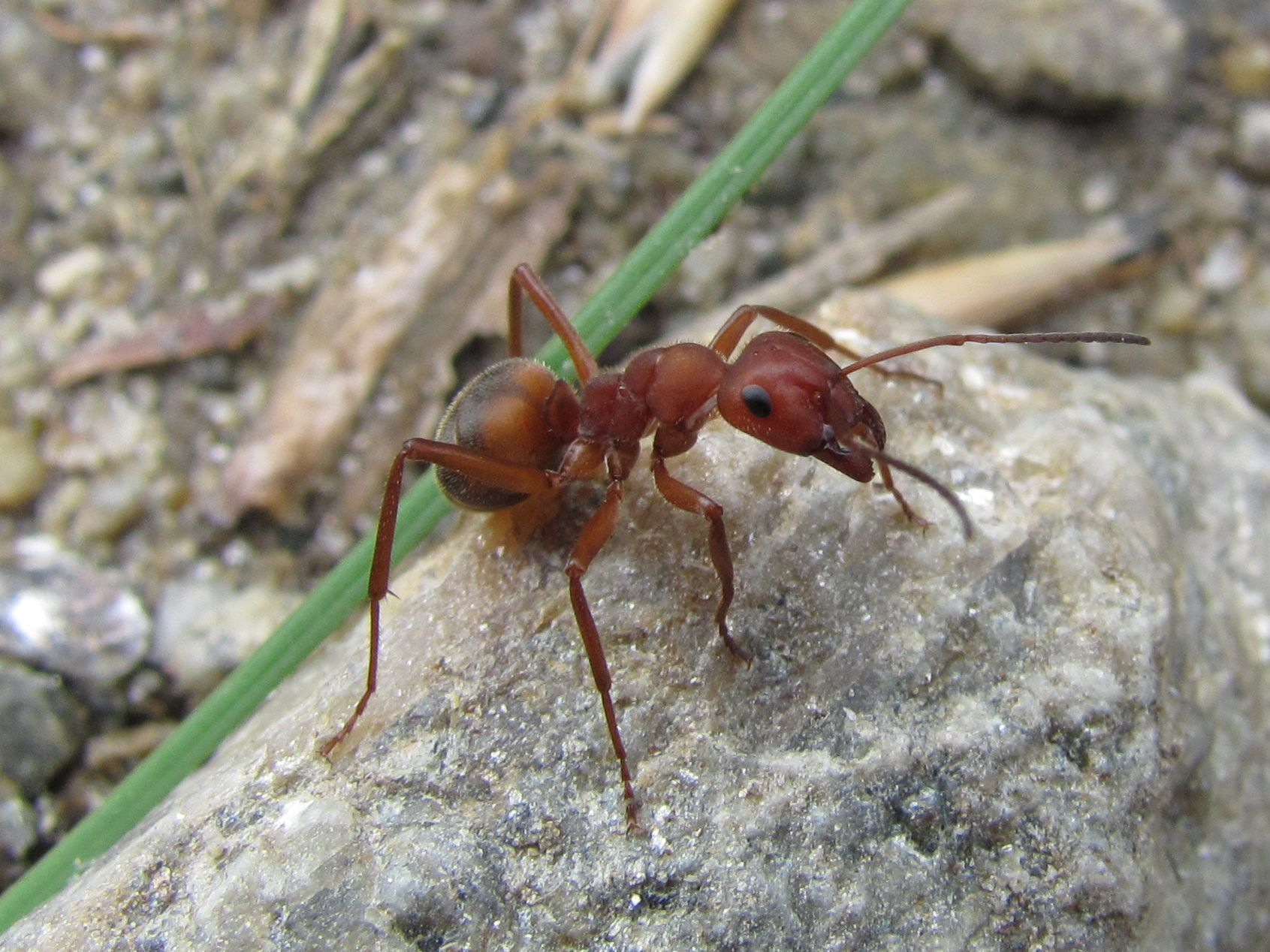
Robotnica